# Grenville M. Dodge
Grenville Mellen Dodge (Danvers, 12 aprile 1831 – Council Bluffs, 3 gennaio 1916) è stato un generale statunitense, fu un ufficiale dell'esercito dell'Unione durante la guerra civile americana.

## Biografia
Grenville Mellen Dodge fu un pioniere dell'avanzata verso il West, ufficiale dell' intelligence durante la guerra, collaboratore di Ulysses S. Grant sul teatro Occidentale della guerra di secessione americana. Servì come comandante del XVI Corps durante la Campagna di Atlanta.
Verso la fine della guerra civile, come comandante del Dipartimento del Missouri, fu impegnato nella guerra contro gli indiani. Lasciato l'esercito divenne membro del Congresso e come capo ingegnere partecipò alla costruzione della linea ferroviaria First Transcontinental Railroad. Fu uno dei fondatori della General Mills Corporation.
Storici come Stanley P. Hirshon sostengono che Dodge, date le sue capacità può essere considerato più importante per la vita civile dopo la guerra di secessione rispetto a colleghi come Grant, Sherman, e Sheridan."
Fort Dodge in Kansas, fu nominata in suo onore come Dodge City. Anche Dodge Street a Omaha (Nebraska), prende il nome da lui. Il ponte sulla Interstate 480 sul Missouri si chiama Grenville Dodge Memorial Bridge.
Nel 1963, fu inserito nella Hall of Great Westerners del National Cowboy & Western Heritage Museum.
Riposa nel cimitero di Walnut Hill a Council Bluffs, Iowa.